# 多布羅霍斯蒂夫
49°15′25″N 23°35′33″E / 49.25694°N 23.59250°E
多布羅霍斯蒂夫（羅馬化：Dobrohostiv）是烏克蘭的村落，位於該國西部利沃夫州，由德羅霍貝奇區負責管轄，始建於1653年，面積54.65平方公里，人口3,000。